# Don't Say You Love Me (canção de M2M)
"Don't Say You Love Me" é uma música da banda pop M2M. Foi lançada em 26 de outubro de 1999 pela Atlantic para promover o filme Pokémon: The First Movie, sendo mais tarde regravada e lançada como um single em janeiro de 2000.

## Faixas
CD single da Austrália
1. "Don't Say You Love Me" – 3:46
2. "If Only Tears Could Bring You Back" by Midnight Sons – 4:03
3. "Mewtwo Strikes Back Score" – 4:51

Single dos Estados Unidos
1. "Don't Say You Love Me" (album version) – 3:46
2. "The Feeling Is Gone" (non-album bonus track) – 3:16 (Marion Raven, Marit Larsen)

Single dos Estados Unidos
1. "Don't Say You Love Me" (movie version) – 3:46
2. "Mewtwo Strikes Back Score" – 4:51

Maxi-CD dos Estados Unidos
1. "Don't Say You Love Me" (Tin Tin Out Remix) – 3:33
2. "Don't Say You Love Me" (Lenny Bertoldo Radio Mix) – 3:01
3. "Don't Say You Love Me" (acoustic version) – 3:15
4. "Don't Say You Love Me" (album version) – 3:46

Maxi-CD do Japão
1. "Don't Say You Love Me" (album version) – 3:46
2. "Don't Say You Love Me" (Tin Tin Out Remix) – 3:33
3. "Don't Say You Love Me" (acoustic version) – 3:15
4. "The Feeling Is Gone" – 3:16
5. "Don't Say You Love Me" (karaoke version) – 4:06

Maxi-CD da Europa
1. "Don't Say You Love Me" (album version) – 3:46
2. "The Feeling Is Gone" – 3:16
3. "Don't Say You Love Me" (acoustic version) – 3:15

## Paradas musicais
| Parada (2000)                                                 | Melhor posição |
| ------------------------------------------------------------- | -------------- |
| Austrália (ARIA Singles Chart)                                | 4              |
| Bélgica (Flanders Singles Chart)                              | 31             |
| Bélgica (Wallonia Singles Chart)                              | 37             |
| Canadá (Digital Sales Chart)                                  | 12             |
| Dutch Singles Chart                                           | 16             |
| Alemanha (Finnish Singles Chart)                              | 10             |
| França (French Singles Chart)                                 | 60             |
| Alemanha (German Singles Chart)                               | 80             |
| México (Mexican Singles Chart)                                | 2              |
| Nova Zelândia (RIANZ Singles Chart)                           | 4              |
| Noruega (Norwegian Singles Chart)                             | 2              |
| Suíça (Singles Chart)                                         | 17             |
| Suíça (Swiss Singles Chart)                                   | 76             |
| Coreia do Sul (Singles Chart)                                 | 1              |
| Reino Unido (UK Singles Chart)                                | 16             |
| Estados Unidos (Billboard Hot 100)                            | 21             |
| Estados Unidos (Billboard Latin Tropical/Salsa Airplay Chart) | 40             |
| Estados Unidos (Billboard Latin Pop Airplay Chart)            | 40             |
| Estados Unidos (Billboard Singles Sales)                      | 5              |

| País           | Associação | Certificação | Vendas  |
| -------------- | ---------- | ------------ | ------- |
| Estados Unidos | RIAA       | Ouro         | 700,000 |